# Comuna Tudorkovîci, Sokal
Tudorkovîci (în ucraineană Тудорковичі) este o comună în raionul Sokal, regiunea Liov, Ucraina, formată din satele Pisocine, Șîhtari, Starhorod, Tudorkovîci (reședința) și Voislavîci.

## Demografie
Componența lingvistică a comunei Tudorkovîci
     Ucraineană (99,93%)
     Alte limbi (0,07%)
Conform recensământului din 2001, majoritatea populației comunei Tudorkovîci era vorbitoare de ucraineană (99,93%), existând în minoritate și vorbitori de alte limbi.